# Concert at Sea 2013
Concert at Sea 2013 was de achtste editie van het jaarlijkse popfestival Concert at Sea. Het vond plaats op vrijdag 28 en zaterdag 29 juni 2013, met op beide dagen 40.000 mensen publiek.

## Geschiedenis
Op 23 oktober 2012 werd bekend dat Racoon en BLØF te zien zullen zijn. Op 23 november werd bekend dat ook Miss Montreal aanwezig zal zijn. Op 20 december werden Will and the People en Memphis Maniacs aan de line-up toegevoegd. Op 14 februari 2013 werd bekend dat ook James Morrison, The Kik, Nielson, Moke, Kensington, Handsome Poets, Kane, Guus Meeuwis, Sabrina Starke en de DJ's van 90's Now aanwezig zullen zijn.
Weekendkaarten waren dit jaar 60 euro, en dagkaarten 35 euro. De kaartverkoop van de weekendkaarten begon op 27 oktober 2012, en tot 27 november kostten die 55 euro. Dagkaarten waren verkrijgbaar vanaf 2 maart 2013. Op 22 juni werd bekend dat alle kaarten uitverkocht zijn. Ook is er dit jaar voor het eerst een livestream beschikbaar.
Ook dit jaar kon er weer via de website van 3fm gestemd worden op nummers voor Cøver At Sea. Ook werd er weer samengewerkt met bandcoachingproject Pop Aan Zee, en er werd uit de drie bands gekozen voor Steady New Sounds.

## Programma
De volgende artiesten stonden op de achtste editie van Concert at Seaː

### Vrijdag 28 juni

#### Zeeland-podium
- 17:30-18:30 Cøver At Sea: BLØF, Miss Montreal, Tim van Esch, Lange Frans, Glennis Grace, Bertolf
- 19:15-20:15 Miss Montreal
- 21:00-22:00 James Morrison
- 22:45-00:15 Kane

#### Umoja-podium
- 18:30-19:15 Sabrina Starke
- 20:15-21:00 Rigby
- 22:00-22:45 Splendid
- 00:15-01:15 Memphis Maniacs

### Zaterdag 29 juni

#### Zeeland-podium
- 13:30-14:30 Moke
- 15:15-16:30 Guus Meeuwis
- 17:15-18:15 Handsome Poets
- 19:00-20:00 Will and the People
- 20:45-22:00 Racoon
- 22:45-00:15 BLØF

#### Umoja-podium
- 13:00-13:30 Pop Aan Zee Talent: Steady New Sounds
- 14:30-15:15 The New Shining
- 16:30-17:15 Kensington
- 18:15-19:00 Nielson
- 20:00-20:45 The Kik
- 22:00-22:45 & 00:15-01:15 The 90's Now

Ook dit jaar werd het festival weer gepresenteerd door Joep van Deudekom, Viggo Waas en Peter Heerschop.
2006 · 2007 · 2008 · 2009 · 2010 · 2011 · 2012 · 2013 · 2014 · 2015 · 2016 · 2017 · 2018 · 2019 · 2020 · 2022 · 2023 · 2024